# Keammar Daley
Keammar Daley (Kingston, 18 februari 1988) is een Jamaicaanse voetballer (aanvaller) die momenteel onder contract staat bij Preston North End FC, dat uitkomt in de Football League One en het derde niveau van de Engelse voetbalpiramide vormt. Vooraleer hij bij Preston belandde, kwam hij uit voor Meadhaven United en Tivoli Gardens in zijn thuisland Jamaica. Bij die laatste club won hij in het seizoen 2010/2011 de landstitel en hij was dan ook een drijvende kracht achter het succes met 10 goals in 25 wedstrijden. Daley maakt ook deel van de nationale selectie van Jamaica, hij speelde reeds 11 wedstrijden waarin hij twee keer tot scoren kwam.
De Belgische topclub AA Gent toonde ook even interesse in Daley, maar hij koos toch voor Preston.

## Spelerscarrière
| Seizoen   | Club                 | Land     | Competitie              | Wed. | Goals |
| --------- | -------------------- | -------- | ----------------------- | ---- | ----- |
| 2007-2009 | Meadhaven United     | Jamaica  | KSAFA Super League      | 24   | 12    |
| 2008-2009 | Meadhaven United     | Jamaica  | National Premier League | 34   | 5     |
| 2009-2010 | Tivoli Gardens FC    | Jamaica  | National Premier League | 28   | 2     |
| 2010-2011 | Tivoli Gardens FC    | Jamaica  | National Premier League | 25   | 10    |
| 2011-2012 | Preston North End FC | Engeland | Football League One     | 8    | 1     |
|           |                      |          | Totaal                  | 117  | 29    |

## Palmares

### Jamaica
- Caribbean Cup: 2010

### Tivoli Gardens FC
- National Premier League: 2010-2011

### Meadhaven United
- KSAFA Super League: 2008